# يوزو كوباياشي
يوزو كوباياشي (باليابانية: 小林 祐三) (مواليد 15 نوفمبر 1985)، هو لاعب كرة قدم ياباني سابق كان يلعب كمدافع.

## وصلات خارجية
- يوزو كوباياشي على موقع الاتحاد الدولي (مؤرشف)  (الإنجليزية)
- يوزو كوباياشي على موقع رابطة كرة القدم اليابانية للمحترفين (اليابانية)
- يوزو كوباياشي على موقع قاعدة بيانات كرة القدم.إي يو (الإنجليزية)
- يوزو كوباياشي على موقع Soccerway.com (الإنجليزية)
- يوزو كوباياشي على موقع عالم كرة القدم.نت (الإنجليزية)
- يوزو كوباياشي على موقع كووورة